# Баумгартен-Крузиус, Людвиг Фридрих Оттон
Людвиг Фридрих Оттон Баумгартен-Крузиус (нем. Detlev Karl Wilhelm Baumgarten-Crusius; 31 июля 1788, Мерзебург, Германия — 31 мая 1843, Йена, Германия) — немецкий протестантский богослов, младший брат филолога и педагога Детлова Карла Вильгельма Баумгартен-Крузиуса.

## Биография
Людвиг Фридрих Оттон Баумгартен-Крузиус родился 31 июля 1788 года в Мерзебурге. Образование получил в Лейпцигском университете.
В 1812 году он был приглашен профессором теологии в Йенский университет, где в 1817 году получил звание профессора. Он останется работать в Йене до конца своей жизни.
Его считали поборником религиозной свободы, и эта тема была выражена во всех его произведениях. В начале своей карьеры он находился под влиянием метафизики Шеллинга, системы убеждений, от которой он в конечном итоге отказался по мере развития своей карьеры.
За исключением истории церкви, он читал лекции по всем разделам так называемого теоретического богословия, особенно по толкованию Нового Завета, библейскому богословию, догматической этике и истории догм. Его всесторонние знания, точная ученость и широкие симпатии придавали необычайную ценность его лекциям и трактатам, особенно тем, которые касались развития церковной доктрины.
Людвиг Фридрих Оттон Баумгартен-Крузиус скончался в Йене 31 мая 1843 года.

## Избранная библиография
- Einleitung in die Dogmatik, Leipzig 1820 — Introduction to dogmatics.
- Lehrbuch der christlichen Sittenlehre, Leipzig 1826 — Textbook of Christian ethics.
- Grundzuge der biblischen Theologie, Jena 1828 — Basics of Biblical theology.
- Compendium der Dogmengeschichte, (Leipzig 1840—1846; second part edited by Karl Hase) — Compendium for the history of dogma.